# Gare de Salé-Tabriquet
La gare de Salé-Tabriquet est une gare ferroviaire marocaine située dans le quartier Tabriquet de la ville de Salé. C'est la deuxième gare de la ville quant au trafic, derrière la gare de Salé-Ville.

## Correspondances
La gare est desservie par la ligne de bus ALSA-City Bus  23 .